# Tapa

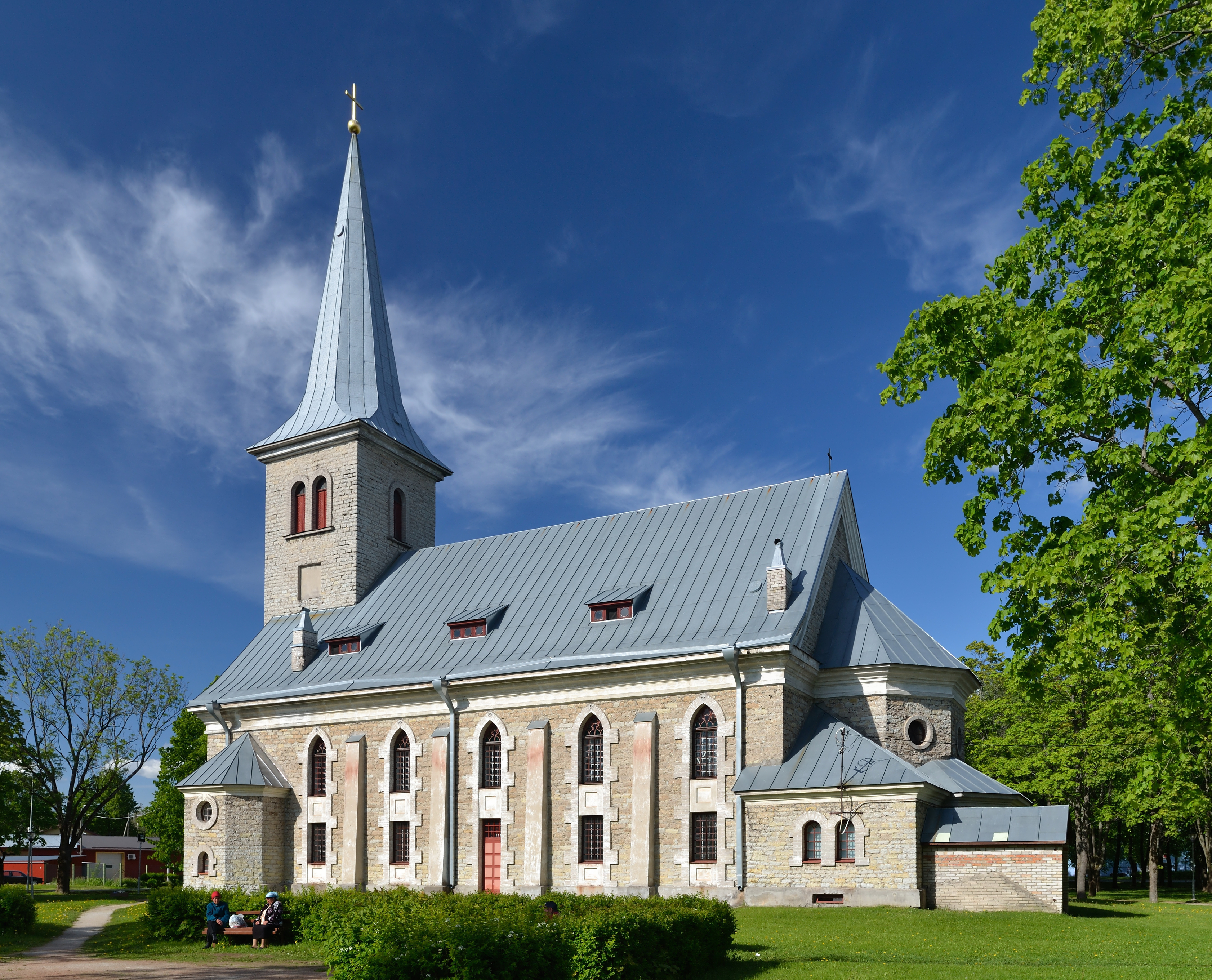

Tapa (1920 előtti nevén: Taps) város Lääne-Viru megyében, Észtország északi részén.

## Fekvése
A Tallinn-Narva nyugat-keleti irányú és a Tallinn-Tartu-Valga észak-dél irányú vasútvonalak találkozásánál fekszik, emiatt fontos vasúti csomópont, különösen az ideérkező orosz faanyag- és olajszállítmányok, valamint a jelentős ingázó utasforgalom miatt.

## Története
Tapa 1917-ben jött létre, de hivatalosan csak 1926-ban ismerték el, mint települést. 2005-ben hozzácsatolták Lehtse, Saksi és Jäneda településeket. Az 1930-as évektől kezdve ad otthont az Észt Fegyveres Erők egyik bázisának, mely fontos kiképzőközpont a fiatal katonák kiképzésében.

## Népessége
| Lakosok száma | 642  | 3751 | 8587 | 10 439 | 6765 | 7510 | 5693 | 5433 | 5286 | 5492 |
|               | 1900 | 1934 | 1966 | 1989   | 2000 | 2008 | 2014 | 2017 | 2020 | 2024 |

## Múzeum
A Tapa Múzeum[forrás?] 2004 június 10-én nyitotta meg kapuit. Alapítója, Harri Allandi volt az első kurátor. A múzeum egy 1934-ben emelt kétemeletes épületben kapott helyet. Tárlatai elsősorban helytörténeti jellegűek, melyek fotókat, dokumentumokat és olyan különböző kiállítási tárgyakat tartalmaznak, amelyek kapcsolatban állnak Tapa művészetével és múltjával. Az itt bemutatott tárgyak jól jelképezik a helybéliek múltbéli és jelenlegi szellemiségét. Az egyik kiállítás a város emlékezetes napjait és a város lakóinak szabadidős tevékenységeit mutatja be. Az állandó tárlatok a várost különböző témakörök szerint mutatják be, úgymint a hadsereg, a vasút és a húsipar.

## A vasút
Tapa gazdagsága a vasúttal köthető össze. A város zászlajában található három hosszúkás téglalap alakú csík is a városban összefutó vasútvonalakat jelképezi. 1860-ban még csak kies pusztaság volt azon a helyen, ahol ma a város áll. Azonban a környező fenyőerdőket egyre jobban megritkították az épülő vasútvonal miatt, amely az északkelet-észtországi Paldiskit és az oroszországi Szentpétervárt köti össze. A Balti Vasúttársaság a vonalat 1870. október 24-én adta át a forgalomnak. A Tapa-Tartu vasútvonal kiépítése 1875-ben kezdődött és az első szerelvény 1876. augusztus 21-én indult útnak. Ettől a naptól kezdve határozza meg a város életét jelentősen a vasút. A vasúttársaság felvásárolt egy nagyobb területet, hogy vasútállomást és mozdonykarbantartó- és javítóműhelyt hozzanak itt létre, ami 1876-ban meg is valósult. A város a vidék német neve után (Taps) kapta nevét.

## A katonai bázis
Tapa legalább annyira ismert a vasútról, mint a hadseregről és történelme során mindig is igazi katonaváros volt. 1923. augusztus 1-jén megalakult a Páncélozott Vasúti Ezred (észtül: soomusrongirügement) két páncélozott vagonnal. Ezek egyike a Kapen Irv, mely az észt függetlenségi háborúban is részt vett, és az Onu Tom. 1934. november 30-án a Páncélozott Vasúti Ezredet átköltöztették Valgából Tapára. Az ezred bázisa a város déli szélén található és a város életében jelentős szerepet tölt be és hozzájárult annak fejlődéséhez.
1941 januárjában az orosz vezetés feloszlatta az ezredet. Alig néhány hónappal később 1941. augusztus 14-én a német csapatok elérték Tapát. A német megszállás alatt a német hadsereg ott volt elszállásolva, ahol korábban az észt Páncélozott Ezred főhadiszállása volt. 1972-ben ugyanitt már a 67665 számú mérnök-technikusi katonai oktatási intézmény működött.
A város déli részén 1941–1993 között működött katonai repülőtér. A repülőteret az 1950-es évek elején kibővítették. 1952 tavaszára a szovjet haderő nagy kiterjedésű katonai légi bázist hozott itt létre. A MiG-17-es vadászrepülőgép bázisa lett ez a hely. Később a tapai légibázis a 656. Felderítő Repülőezred bázisa lett. 1993-ban az Észt Védelmi Minisztérium irányítása alá került a légibázis. 1993. június 18-án hajtott végre leszállást a betonozott kifutópályán az első civil gép.
Mikor a szovjet csapatok és családjaik 1989-ben kivonultak innen, a népesség a korábbi 10895-ről 6800-ra csökkent 2000-re. Tapa öröksége mindebből egy beépítetlen, kifosztott és alacsony infrastruktúrájú katonai kerület maradt. Ám a város katonai jellege mégsem szűnt meg. 2002 januárjában változások következtek be az észt haderőnél és ismét katonai bázis települt a város elhagyatott katonai épületeibe. Az Északkeleti Védelmi Terület központjaként egy kiképzőközpont, egy tüzér zászlóalj, egy légvédelmi zászlóalj és egy szárazföldi zászlóalj kapott itt helyet.
Manapság a tapai vasútállomás északi falán egy bronz emléktáblán olvashatóak azoknak az észteknek a nevével, akik részt vettek az észt függetlenségi háborúban. Az emléktáblán látható a tapai Páncélozott Vasúti Ezred jelképe, ami egy csontváz koponyája két angyalszárnnyal és az ezek mögött elgördülő vasúti szerelvénnyel és az ezred jelmondatával: "A vasúton szárnyaló Halál."

## Fordítás
Ez a szócikk részben vagy egészben  a   Tapa, Estonia című angol Wikipédia-szócikk ezen változatának fordításán alapul.  Az eredeti cikk szerkesztőit annak laptörténete sorolja fel. Ez a jelzés csupán a megfogalmazás eredetét és a szerzői jogokat jelzi, nem szolgál a cikkben szereplő információk forrásmegjelöléseként.